# Румелия (эялет)
Эялет Румелия или Румелийское бейлербейство (осман. ایالت روم ایلی‎) — самая первая из провинций Османской империи в Европе и одна из важнейших среди других эялетов. Основано около 1362 года как бейлербейство. В 1590 году Румелия была преобразована в эялет. В 1826 году после административно-территориальной реформы эялет Румелия был преобразован в Манастирский эялет. Столицами эялета последовательно были Эдирне, София и Манастир. Эялет Румелия Охватывал территории современных Албании, Болгарии, Македонии, Сербии, Греции, западной Турции, Черногории, Боснии и Герцеговины, Южной Хорватии (Далмации), Южной Украины.

## История
После побед над Болгарским царством турки-османы в 1361 году взяли город Адрианополь (переименован в Эдирне), где наместником был назначен Лала Шахин-паша, который превратил захваченные земли на востоке Балканского полуострова в османскую провинцию. После возвращения османского султана Мурада I из похода против анатолийских бейликов в 1365 году было основано бейлербейство Румелия (от названия Рум, то есть Византия) с главным центром в Эдирне. В 1366 году Эдирне стало также столицей Османской империи. Благодаря этому статус бейлербея Румелии поднялся на значительную высоту. Это стало одной из важнейших должностей в государстве.
Со временем захваченные земли на Балканском полуострове было присоединено к Румелии. Также в него вошли южные земли Крыма и города в устьях Дона, Днепра, Ингула и Днестра, которые были захвачены в 1470—1480-х годах у генуэзцев. В 1520 году столица бейлербейства Румелия была перенесена в Софию. В 1560-х годах под руководством Румелийского бейлербея оказались земли между Ингулом и Днестром.
В результате под властью бейлербея Румелии оказались огромные земли, он стал одним из более могущественных сановников империи. Бейлербей стал постоянным членом дивана султана (вроде императорского правительства). В то же время ряд великих визирей совмещали свою должность с должностью бейлербея Румелии.
Впрочем это мешало эффективному и оперативному управлению подчиненными территориями. Поэтому во времена султана Сулеймана I Кануни произошло несколько реформирований бейлербейства. В 1533 году из него выделены земли, которые стали бейлербейством Архипелаг (Эгейские острова), в 1568 году образовано бейлербейство Кефе (Южный Крым). Дело продолжили последующие османские султаны. В 1580 году Босния была выделена в отдельное бейлербейство, целью которого было готовить наступление против Австрии.
В 1590 году бейлербейство Румелия было преобразовано в эялет. Учитывая постоянные столкновения с Речью Посполитой и стремлением Валахии и Молдавииы обрести самостоятельность возникла потребность усилить управляемость этими землями. Поэтому в северной части эялета Румелия был создан Силистрийский эялет.
В таких границах он существовал до середины XVII века. В то же время османская администрация так и не сумела полностью подчинить некоторые горные районы, населенные албанцами, валахами и черногорцами. Лишь к концу XVII века в некоторых из них были образованы так называемые байраки во главе с байрактарами. Байраки видоизменяли традиционную родовую структуру горного общества и должны были гарантировать лояльность и привлечение горцев к военной службе. К тому внутренние районы пользовались полным самоуправлением под руководством родовых вождей и старейшин, хотя на них распространялся в минимальной форме суверенитет империи.
Тяжелый кризис 1650-х годов привело к разбалансировке управления: на местах санджак-беи во многих местах перестали повиноваться, происходили восстания сипахов и христианского населения. С приходом к власти рода Кепрюлю (в течение 1650—1680-х лет занимали должность великого визиря) привела к усилению центральной власти. Одновременно продолжились административные реформы. В 1661 году из земель Румелии было образовано эялет Морея (для более эффективной борьбы против Венеции), в 1670 году из Румелии был выделен Янинский эялет.
В конце XVIII века с целью усиления управляемости ряд важных санджаков возглавлялась санджак-беями с титулом паши и статусом визиря. В результате образовалось несколько пашалыков, руководители которых время от времени пытались стать независимыми, особенно в 1780—1790-х годах. Самыми могущественными были Белградский, Видинский, Никопольский, Софийский, Шкодерский и Бератский пашалыки.
В 1826 году османский султан Махмуд II под влиянием французских реформ осуществил в государстве собственные изменения, которые также коснулись провинций империи. Из состава Румелийского эялета были выделены эялеты Эдирне и Салоники. А сам Румелийский эялет преобразован в эялет Манастир.

## Разделение
Земли провинции были разделены на санджаки, нахии и кадилыки (судебные округа). Сначала они отражали границы захваченных османами государственных образований. На 1475 год существовало 17 санджаков, которыми руководили санджак-беи: Стамбул, Гелиболу, Нигболу, Эдирне, Видин, София, Лаз-или, Деспот-или, Вардар, Ускюб, Арнаут-или Скандерберга, Арнаут-или Арианити, Босния, Босния земли Стефана Томашевича, Афины, Морея, Манастир.
В 1520 году количество санджаков было увеличено до 33 за счет раздела крупных санджаков: Санджак-Паша (ему подчинялись Западная Македония, города Манастир, Ускюб, Прилеп, Гелиболу, Нигоболу, Кюстендил (земли Константина Деянович Драгаша), Видин, София, Семендир, Силистра, Босния, Герсек, Охри (Охридский санджак), Авлония, Карадаг (санджак Черногория), Искандреэ (санджак Скутари), Эльбасан, Морея, Янина, Инебахти, Тирхала, Алака-Хисар (Крушевацкий санджак), Вучитрн, Кефе, Призрен, Карли-или (Этолия и Акарнания), Эгрибоз, Мидилли, Чирмен, Визе, Изворник, Флорина.
В результате реформ, в итоге которых из состава Румелии было образовано несколько самостоятельных эялетов, до 1650 года количество санджаков сократилось до 15: Селаник, Тирхала, Янина, Алака-Хисар, Авлония, Кюстендил, Искендериэ, Дельвина, Эльбасан, Охри, Ускюп, Ипек (Дукагинский саджак), Призрен, Вучитрн, Войников. В это время насчитывалось 450 кадилыков.
В 1700 году после поражений в войнах с Австрией и её союзниками границы Румелии стала государственной границей Османской империи. Учитывая эту угрозу, была проведена новая реформа. Количество санджаков было увеличено до 18. К упомянутым в 1650 году санджакам прибавились Санджак-Паша (руководил областью вокруг города Манастир), Чингене (цыганский санджак), Юрюков.
В 1826 году после очередной административно-территориальной реформы количество санджаков было уменьшено до 17: вместо Санджак-Паши образовано санджак Манастир, были созданы санджаки Кавала и Смедерево. Ликвидированы санджаки Войнуков, Чингене и Юрюков.

## Границы и администрация
Северным рубежом эялета Румелия были город Очаков, северо-восточным — город Азак (Азов), затем граница проходила по реке Дунай. На юге границей были полуостров Пелопоннес и Эгейские острова, юго-западе — остров Крк, на востоке границы провинции доходили до побережья Мраморного моря и пролива Босфор, включительно со столицей государства Стамбулом.
Во главе стоял бейлербей (впоследствии паша), который назначал санджак-беев в подчиненные санджаки. Важную роль в управлении эялетом играл совет при бейлербее — диван эялета, члены которого, среди прочего, разбирали жалобы местного населения. Санджак-беям подчинялись субаши (руководители нахий).
Власть над налоговым населением осуществляли аяны (старейшины сельских общин) и кетхуда (старейшины городских кварталов). У немусульман административные полномочия выполняли выборные старейшины (коджабаши и чорбаджи), а также представители духовенства.
Как и в других эялетах судопроизводство осуществляли кади, их помощниками были наибы. Главными тюрьмами были Бейяз-кула в Салониках и Кале в Ускюбе.

## Экономика
Основными отраслями были земледелие и животноводство. Эялет прославился своими оливками, цитрусовыми, инжиром, виноградом. В большом количестве изготовлялись вино и оливковое масло. Также провинция долгое время была важной житницей империи (сеялись пшеница, кукуруза, рожь и овес). Скотоводы обычно выращивали овец и коз, в меньшем количестве крупный рогатый скот и свиней. Наличие морских портов и крупных рек способствовало развитию торговли. Значительный барыш составляла разработка свинцовых, медных, железных, золотых и серебряных рудников. Только соль завозилась из Валахии.
Сбором налогов руководили дефтерлеры. Их количество в Румелии с 1500 года постоянно увеличивалось: с 167 до 370 человек. В XVIII веке в связи с неудачными войнами против Австрии и России была внедрена новую налоговую систему. Румелийские паши начали собирать налоги под названием масариф-и вилайт (местные налоги), которые состояли из имдад-сеферие и имдад-хазарие, то есть военные и срочные военные налоги. Первые шли для обеспечения администрации, чаушей, обслуживание административных зданий, мостов, дорог, почтовых станций и водопроводов. Другие налоги шли на обеспечение войск, которые набирались в эялете. В XVIII веке в общем собиралось налогов от 7 до 10 млн акче.
На протяжении практически всего существования эялета основой была система тимаров (обладатели них назывались тимариотами), то есть феодальных пожалований. Руководителям эялета и санджаков предоставлялась совокупность тимаров (хассов), с которых они получали доход (вроде зарплаты) на время своего нахождения на должности. Во времена наибольшего расширения эялета общее количество тимаров составил 30 300, а зеаметов — 914.
В Румелийском эялете доход от тимаров в среднем составил 3 тыс. акче. Одновременно санджак-беи Нигболу, Дугагина и Чирмена получали доход, который был равен доходу всех сипахов санджака, или даже больше (Кирк-Килисе и Визе) — от 200 до 500 тыс. акче. В начале XVII века бейлербей (паша) Румелии получал доход в размере 1,1 млн акче.